# 富田芳雄
富田芳雄（日语： Tomita Yoshio，1933年—），日本男子乒乓球运动员。他曾获得4枚世界乒乓球锦标赛金牌、1枚银牌和3枚铜牌。另外他也在1953年亚洲乒乓球锦标赛上获得男子团体冠军。